# Passeport guyanien
Le passeport guyanien est un document de voyage international délivré aux ressortissants guyaniens, et qui peut aussi servir de preuve de la citoyenneté guyanienne.